# Stenodynerus coyotus
Stenodynerus coyotus är en stekelart som först beskrevs av Henri Saussure 1870.  Stenodynerus coyotus ingår i släktet smalgetingar, och familjen Eumenidae. Inga underarter finns listade i Catalogue of Life.